# Вещево (посёлок, Ленинградская область)
Вещево (до 1948 — Хейнъйоки, фин. Heinjoki) — посёлок в Гончаровском сельском поселении Выборгского района Ленинградской области.

## Название
В переводе с финского Хейнъйоки означает «Сенокосная река».
Постановлением сессии Хейнъйокского сельсовета от 3 февраля 1948 года село Хейнъйоки было переименовано в деревню «Низовая I». Обоснованием данного варианта выступали «географические условия». В июле 1948 года комиссия по переименованию поменяла название населённого пункта на Царёво, обосновав причину выбора: «в память о погибшем в 1944 года близ местечка Хейнъйоки капитане Царёве». Через месяц комиссия ещё раз поменяла название посёлка на «Вещёво». Комбриг Пётр Евгеньевич Вещев, Герой Советского Союза, командир 24-й Самаро-Ульяновской дивизии, погиб 6 декабря 1939 года на подступах к укрепрайону Вяйсянен.
Переименование было закреплено указом Президиума ВС РСФСР от 1 октября 1948 года.

## История
- Село Хейнъйоки на финской карте 1923 года

До 1939 года село Хейнъйоки входило в состав одноимённой волости Выборгской губернии Финляндской республики.
С 1 декабря 1940 года по 31 октября 1944 года — в составе Карело-Финской ССР.
С 1 августа 1941 года по 30 июня 1944 года — финская оккупация.
С 1 ноября 1944 года — в составе Хейнъйокского сельсовета Яскинского района.
С 1 октября 1948 года учитывается административными данными как деревня Вещево в составе Вещевского сельсовета Лесогорского района.
С 1 мая 1950 года — в составе Выборгского района. В ходе укрупнения к деревне были присоединены соседние селения Курвила, Вамппала, Савастила, Ахола, Какимяки, Лахденперя, Ряттёля, Пихкала, Хенттула.
С 1 марта 1959 года — в составе Житковского сельсовета.
В 1961 году население деревни Вещево составляло 830 человек.
Согласно данным 1966, 1973 и 1990 годов посёлок Вещево входил в состав Житковского сельсовета.
В 1997 году в посёлке Вещево Житковской волости проживали 92 человека, в 2002 году — 52 человека (русские — 98 %).
В 2007 году в посёлке Вещево Гончаровского СП проживали 57 человек, в 2010 году — 71 человек.

## География
Посёлок расположен в восточной части района на автодороге 41К-084 (Зверево — Малиновка).
Расстояние до административного центра поселения — 16 км. 
Расстояние до ближайшей (недействующей) железнодорожной станции Вещево — 5 км. 
Посёлок находится на южном берегу озера Макаровское.

## Демография
| 2007 | 2010 | 2017 | 2021 |
| ---- | ---- | ---- | ---- |
| 57   | ↗71  | ↘44  | ↗107 |

## Улицы
1-й Ламский проезд, 2-й Ламский проезд, Вещевское шоссе, Грунтовая, Жемчужный проезд, Комариная, Лесная, Луговой проезд, Озёрная, Полевая, Прибрежная, Приозерная, Ракитовый проезд, Травяная, Четвёртое Озеро

## Садоводства
Отрада.